# Hendrik Julius van Brunswijk-Wolfenbüttel
Hendrik Julius van Brunswijk-Wolfenbüttel (Wolfenbüttel, 15 oktober 1564 - Praag, 20 juli 1613), hertog van Brunswijk en Lüneburg, vorst van Brunswijk-Wolfenbüttel, was een kleurrijke figuur: hij was belezen, had een talenknobbel en was een kundig jurist. Hendrik Julius schreef ook zelf verschillende toneelstukken. Als eerste stad in Duitsland had Wolfenbüttel reeds in 1592 een eigen theatergezelschap.

## Biografie
Hendrik Julius was een zoon van hertog Julius van Brunswijk-Wolfenbüttel en Hedwig van Brandenburg. Op 2-jarige leeftijd werd hij als bisschop van Halberstadt benoemd. Op 12-jarige leeftijd werd hij rector van de in dat jaar gestichte protestantse universiteit in Helmstedt. In 1589 volgde hij zijn vader op als hertog in Brunswijk-Wolfenbüttel en in Calenberg. 
In plaats van het verder uitwerken van het plan van zijn vader voor de aanleg van een grachtengordel en de bouw van een nieuwe stad, als concurrent van de hanzestad Brunswijk, bekommerde Hendrik Julius zich vooral om de uitbouw van de bestaande residentie Heinrichstadt in renaissancestijl, met onder meer de bouw van een kanselarij en de start van de bouw van de Maria of Onze-Lieve-Vrouwekerk (1608). In de kerk, met een fraaie kansel, bevinden zich de grafkapel van de Welfen, een uitzonderlijk orgel en een religieus werk van Hans Vredeman de Vries. Het barokke altaar is overgebracht uit Praag. De componist Michael Praetorius verbleef sinds 1590 als organist en vanaf 1595 als hofkapelmeester in Wolfenbüttel. In het voorafgaande jaar kwam John Dowland op uitnodiging langs. 
Alhoewel Hendrik Julius protestant was, wist hij het vertrouwen te winnen van de katholieke keizer Rudolf II. Hij verbleef vanaf 1607 hoofdzakelijk aan het hof in Praag, waar hij ook overleed, als gevolg van onmatig drinken van wijn. De Nederlandse jurist en diplomaat Foppe van Aitzema vertrok om nog duistere redenen uit Wolfenbüttel, nadat hij had beloofd nooit meer een voet op het grondgebied te zetten en beslag was gelegd op de goederen die hij van de hertog had gekregen.

## Huwelijk en kinderen
Hendrik Julius was gehuwd met Dorothea van Saksen (1563-1587), dochter van keurvorst August van Saksen. Hij had met haar een dochter:
- Dorothea Hedwig (1587-1609), gehuwd met Rudolf van Anhalt-Zerbst (1576-1621)

Na het overlijden van Dorothea huwde hij in 1590 met Elisabeth van Denemarken (1573-1625), dochter van koning Frederik II van Denemarken en werd vader van tien kinderen:
- Frederik Ulrich (1591-1634)
- Sophia Hedwig (1592-1642), gehuwd met Ernst Casimir van Nassau-Dietz (1573-1632)
- Elisabeth (1593-1650), gehuwd met Johan Filips van Saksen-Altenburg (1597-1639)
- Hedwig (1595-1650), gehuwd met hertog Ulrich van Pommeren (1589-1622)
- Dorothea (1596-1643), gehuwd met Christiaan Willem van Brandenburg
- Hendrik Julius (1597-1606)
- Christiaan (1599-1626) was een veldheer in de Nederlanden
- Rudolf (1602-1616)
- Hendrik Karel (1609-1615)
- Anna Augusta (1612-1673), gehuwd met graaf George Lodewijk (1618-1656), zoon van Lodewijk Hendrik van Nassau-Dillenburg.

## Voorouders
| Overgootouders                                        | Hendrik I van Brunswijk-Wolfenbüttel (1463-1514) ∞ Catharina van Pommeren (–1526)     | Hendrik I van Brunswijk-Wolfenbüttel (1463-1514) ∞ Catharina van Pommeren (–1526)     | Hendrik van Württemberg (1448–1519) ∞ Eva von Salm (-1521)                            | Hendrik van Württemberg (1448–1519) ∞ Eva von Salm (-1521)                            | Joachim I Nestor van Brandenburg (1484-1535) ∞ Elisabeth van Denemarken (1485-1555) | Joachim I Nestor van Brandenburg (1484-1535) ∞ Elisabeth van Denemarken (1485-1555) | Sigismund I van Polen (1467-1548) ∞ Barbara Zápolya (1495-1515)                    | Sigismund I van Polen (1467-1548) ∞ Barbara Zápolya (1495-1515)                    |
| Grootouders                                           | Hendrik II van Brunswijk-Wolfenbüttel (1489-1568) ∞ Maria van Württemberg (1496–1551) | Hendrik II van Brunswijk-Wolfenbüttel (1489-1568) ∞ Maria van Württemberg (1496–1551) | Hendrik II van Brunswijk-Wolfenbüttel (1489-1568) ∞ Maria van Württemberg (1496–1551) | Hendrik II van Brunswijk-Wolfenbüttel (1489-1568) ∞ Maria van Württemberg (1496–1551) | Joachim II Hector van Brandenburg (1505-1571) ∞ Hedwig van Polen (1513-1573)        | Joachim II Hector van Brandenburg (1505-1571) ∞ Hedwig van Polen (1513-1573)        | Joachim II Hector van Brandenburg (1505-1571) ∞ Hedwig van Polen (1513-1573)       | Joachim II Hector van Brandenburg (1505-1571) ∞ Hedwig van Polen (1513-1573)       |
| Ouders                                                | Julius van Brunswijk-Wolfenbüttel (1529-1589) ∞ Hedwig van Brandenburg (1540–1602)    | Julius van Brunswijk-Wolfenbüttel (1529-1589) ∞ Hedwig van Brandenburg (1540–1602)    | Julius van Brunswijk-Wolfenbüttel (1529-1589) ∞ Hedwig van Brandenburg (1540–1602)    | Julius van Brunswijk-Wolfenbüttel (1529-1589) ∞ Hedwig van Brandenburg (1540–1602)    | Julius van Brunswijk-Wolfenbüttel (1529-1589) ∞ Hedwig van Brandenburg (1540–1602)  | Julius van Brunswijk-Wolfenbüttel (1529-1589) ∞ Hedwig van Brandenburg (1540–1602)  | Julius van Brunswijk-Wolfenbüttel (1529-1589) ∞ Hedwig van Brandenburg (1540–1602) | Julius van Brunswijk-Wolfenbüttel (1529-1589) ∞ Hedwig van Brandenburg (1540–1602) |
| Hendrik Julius van Brunswijk-Wolfenbüttel (1564-1613) |                                                                                       |                                                                                       |                                                                                       |                                                                                       |                                                                                     |                                                                                     |                                                                                    |                                                                                    |

## Bron
Grote, H. (2005) Schloss Wolfenbüttel. Residenz der Herzöge zu Braunschweig und Lüneburg.